# Miss Fisher enquête
Miss Fisher enquête (Miss Fisher's Murder Mysteries) est une série télévisée australienne adaptée de Phryne Fisher Historical Mysteries, série de romans de l'auteure australienne Kerry Greenwood, créée par Deb Cox et Fiona Eagger, et diffusée entre le 24 février 2012 et le 26 juin 2015 sur ABC1.
En France, la série est diffusée depuis le 2 juin 2013 sur France 3, puis Redifussion sur Numéro 23 en été 2018 et au Québec, elle est offerte depuis mars 2014 sur la plateforme Tou.tv, et depuis le 10 janvier 2015 à la Télévision de Radio-Canada. Elle est également disponible sur Netflix et Prime Video.

## Synopsis
Dans les années 1920, en Australie, marquée par la disparition de sa jeune sœur et les errements de l'enquête, Phryne Fisher devient détective privé. Armée de son revolver et d'un solide aplomb, la jeune femme infiltre cabarets et clubs de jazz de Melbourne. Elle y entraîne à contrecœur l'inspecteur Robinson qui lui permet parfois de se tirer d'un mauvais pas, mais peut également compter sur Dot, sa femme de chambre, ses chauffeurs Albert "Bert" et Cecil "Ces", ainsi que son majordome Butler.
Phryne Fisher conduit une Hispano-Suiza H6 rouge de 1923, elle a également son brevet de pilote d'avion.

## Distribution

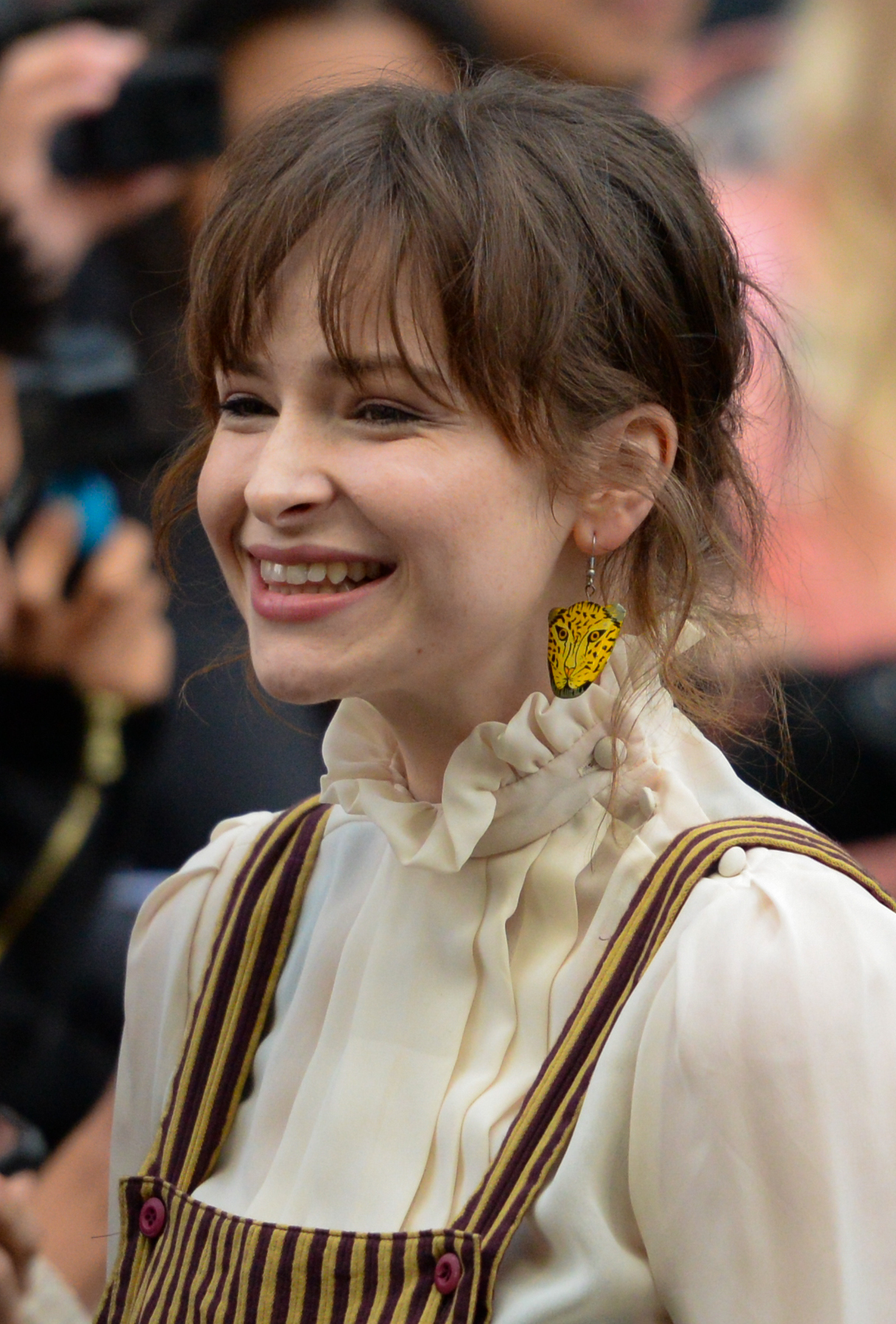
Ashleigh Cummings en 2019.

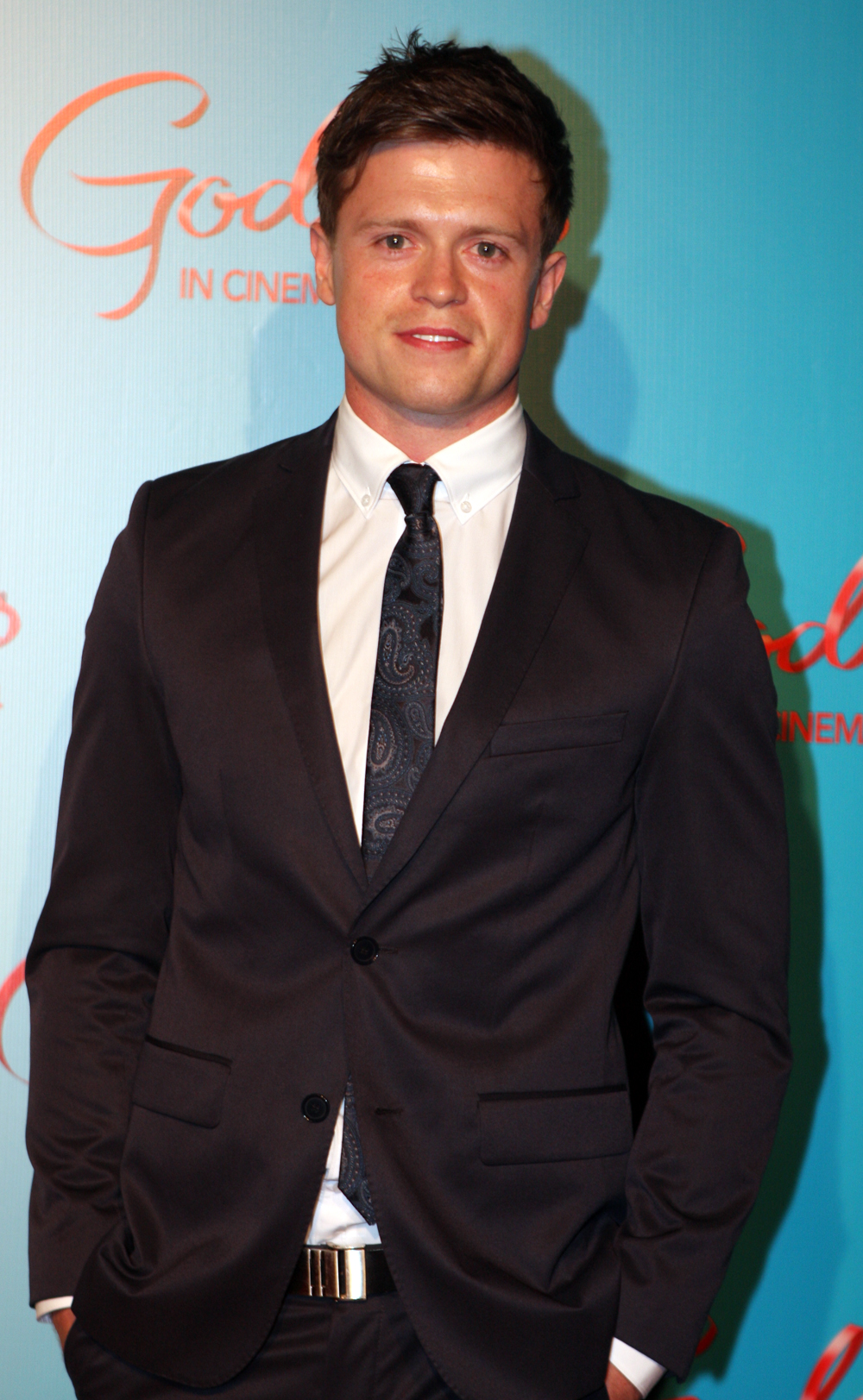
Hugo Johnstone-Burt en 2013.

- Essie Davis (VF : Marie Chevalot) : Phryne Fisher
- Nathan Page (VF : Loïc Houdré) : Commissaire Jack Robinson
- Hugo Johnstone-Burt (en) (VF : Taric Mehani) : Brigadier Hugh Collins
- Ashleigh Cummings (VF : Bénédicte Bosc) : Dorothy « Dot » Williams
- Richard Bligh : Mr Butler
- Travis MacMahon (VF : Emmanuel Karsen) : Albert « Bert » Johnson
- Anthony Sharpe (en) (VF : Frédéric Popovic) : Cecil « Cec » Yates
- Tammy MacIntosh (en) (VF : Caroline Beaune (saison 1 et 2)) : Dr Elizabeth « Mac » McMillan
- Ruby Rees Wemyss (VF : Marie Nonnenmacher) : Jane Ross
- Miriam Margolyes (VF : Cathy Cerda) : Tante Prudence Stanley
- Nicholas Bell (en) : Murdoch Foyle

## Description des personnages

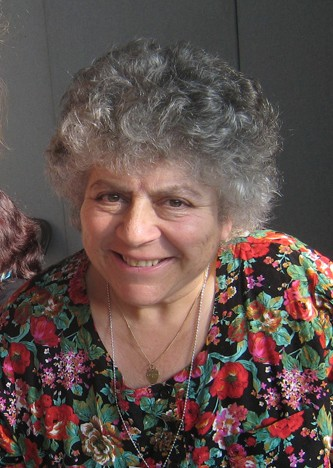
Miriam Margolyes en 2008.

- L'Honorable Phryne Fisher (Essie Davis) est une détective privée indépendante et glamour, déterminée à résoudre n'importe quel crime.
- Le commissaire John "Jack" Robinson (Nathan Page), un enquêteur de police qui travaille à contrecœur avec Mlle Fisher, tout en en étant discrètement amoureux.
- Dorothy "Dot" Williams (Ashleigh Cummings) est la dame de compagnie de Miss Fisher. Dot est une fervente catholique et a une relation continue avec Hugh Collins, un protestant, et à la fin de la série 3 l'épouse.
- L’agent de police Hugh Collins (Hugo Johnstone-Burt (en)), bras droit de l'inspecteur Robinson, petit-ami de Dot, et plus tard son mari.
- M. Butler (Richard Bligh), le fidèle majordome de Mlle Fisher, excellent régisseur qui donne de bons conseils en cas de besoin, vétéran de la Première force impériale australienne qui peut se battre si nécessaire.

## Production
La première saison de treize épisodes a été filmée sur une période de six mois à et autour de Melbourne à partir de juillet 2011 et chaque épisode avait un budget de 1 million de dollars. La première diffusion a eu lieu en Australie de février à mai 2012. La série a été achetée par 120 pays à travers le monde. La saison a été diffusée en France en juin 2013.
La deuxième saison a été décidée en août 2012 et le tournage a commencé en février 2013. La diffusion a débuté le 6 septembre 2013 en Australie. Diffusion en France en juillet 2014.
Une troisième saison a été tournée à partir du  mois d'octobre 2014. Diffusion en France à partir du 27 décembre 2015.
Au printemps 2017, il est annoncé qu'il n'y aura pas de quatrième saison mais une trilogie de films et une préquelle reprenant la jeunesse de Phryne Fisher.
En septembre 2017 est lancée une campagne de financement sur Kickstarter pour compléter le budget du premier film.
En 2020, le premier film Miss Fisher et le Tombeau des larmes est sorti.

## Épisodes
| Saison | Saison | Nombre d'épisodes | Jour et heure de diffusion | Diffusion originale sur ABC1 | Diffusion originale sur ABC1 | Année |
| Saison | Saison | Nombre d'épisodes | Jour et heure de diffusion | Début de saison              | Fin de saison                | Année |
| ------ | ------ | ----------------- | -------------------------- | ---------------------------- | ---------------------------- | ----- |
|        | 1      | 13                | Vendredi 21 h              | 24 février 2012              | 18 mai 2012                  | 2012  |
|        | 2      | 13                | Vendredi 21 h              | 6 septembre 2013             | 23 décembre 2013             | 2013  |
|        | 3      | 8                 | Vendredi 21 h              | 8 mai 2015                   | 26 juin 2015                 | 2015  |

### Première saison (2012)
1. Cocaïne blues (Cocaine Blues)
2. Le Crime du Ballarat Express (Murder on the Ballarat Train)
3. La Musique du diable (The Green Mill Murder)
4. Du sang sur les docks (Death at Victoria Dock)
5. Lecture fatale (Raisins and Almonds)
6. Le Fantôme du théâtre (Ruddy Gore)
7. Meurtre à Montparnasse (Murder in Montparnasse)
8. Partie avec les fées (Away with the Fairies)
9. La Reine des fleurs (Queen of the Flowers)
10. Machinations (Death by Miss Adventure)
11. Mort sous le chapiteau (Blood and Circuses)
12. Le Bal costumé (Murder in the Dark)
13. La Quatrième Déesse (King Memses' Curse)

### Deuxième saison (2013)
1. La Petite Mort (Murder Most Scandalous)
2. Esprit es-tu là ? (Death Comes Knocking)
3. La Boisson du diable (Dead Man's Chest)
4. Poids léger, poids lourd, poids mort (Deadweight)
5. Prêt-à-tuer (Murder A La Mode)
6. Le Bourreau assassiné (Marked For Murder)
7. Sortie de route (Blood At The Wheel)
8. Le Livre d'heures de Jeanne la folle (The Blood Of Juana The Mad)
9. Film noir (Framed for Murder)
10. Cuvée spéciale (Death on the Vine)
11. Fréquence meurtre (Dead Air)
12. L'habit ne fait pas la nonne (Unnatural Habits)
13. Les Douze Jours de Noël (Murder Under the Mistletoe)

### Troisième saison (2015)
Elle a été diffusée entre le 8 mai 2015 et le  26 juin 2015 sur ABC, en Australie.
1. La Sirène miraculeuse (Death Defying Acts)
2. La Jeune Fille et le meurtre (Murder & the Maiden)
3. Tout est dans la recette (Murder & Mozzarella)
4. Les Disparus de Collingwood (Blood & Money)
5. Les Tourments de l'âme (Death & Hysteria)
6. Valse mortelle au Grand Hôtel (Death at the Grand)
7. Jeu, set et meurtre (Game, Set & Murder)
8. Le Miracle de la science (Death Do Us Part)

## Sorties DVD
La série est éditée chez Koba Films :
- la saison 1 est sortie en coffret 4 DVD le 4 septembre 2013[5] ;
- la saison 2 est sortie en coffret 4 DVD le 26 août 2015[6] ;
- la saison 3 est sortie en coffret 3 DVD le 2 mars 2016[7].

## Jeu vidéo
Un jeu vidéo épisodique adapté de la série est sorti en 2017 sur iOS. Il s'intitule Miss Fisher and the Deathly Maze et a été développé par Tin Man Games. Son premier épisode a reçu la note de 7/10 dans le magazine Canard PC.

## Récompenses
| Année        | Récompenses                                                             | Catégorie                                | Nominés        | Résultat   |
| 2012         |                                                                         |                                          |                |            |
| ------------ | ----------------------------------------------------------------------- | ---------------------------------------- | -------------- | ---------- |
| 2012         | Australian Production Design Guild Awards                               | Meilleur costume                         | Marian Boyce   | Nomination |
| 2012         | Australian Production Design Guild Awards                               | Meilleur décor pour une sérié dramatique | Robert Perkins | Nomination |
| 2012         | Screen Music Awards                                                     | Meilleure musique de série télévisée     | Greg J. Walker | Nomination |
| 2012         | Screen Music Awards                                                     | Meilleur thème de télévision             | Greg J. Walker | Nomination |
| 2013         |                                                                         |                                          |                |            |
| AACTA Awards | AACTA Award de la meilleure actrice dans une série télévisée dramatique | Essie Davis                              | Nomination     |            |
| Logie Awards | Actrice la plus populaire                                               | Ashleigh Cummings                        | Nomination     |            |
| 2014         |                                                                         |                                          |                |            |
| AACTA Awards | Meilleur costume                                                        | Marian Boyce                             | Lauréat        |            |
| Logie Awards | Actrice la plus populaire                                               | Essie Davis                              | Nomination     |            |
| Logie Awards | Meilleure Série                                                         | Miss Fisher enquête                      | Nomination     |            |
| Logie Awards | personnalité TV la plus populaire                                       | Essie Davis                              | Nomination     |            |